# Панамский канал
Пана́мский кана́л (исп. Canal de Panamá) — судоходный канал, соединяющий Панамский залив Тихого океана с Карибским морем и Атлантическим океаном, проходит по Панамскому перешейку, территория государства Панама.
Длина — 81,6 км, в том числе 65,2 км пересечения суши и 16,4 км по морскому каналу с углублением дна по Панамской и Лимонской бухтам (для прохода судов к глубокой воде), ширина до 150 метров (у исторических шлюзовых камер 33 метра), глубина — 12 метров. Окончательно открыт для торгового судоходства с 1920 года.
Строительство Панамского канала стало одним из крупнейших и сложнейших строительных проектов, осуществлённых человечеством. Панамский канал оказал неоценимое влияние на развитие судоходства и экономики в целом в Западном полушарии и во всём мире, что обусловило его чрезвычайно высокое геополитическое значение. Благодаря Панамскому каналу больше не нужно огибать Южную Америку, и морской путь из Нью-Йорка в Сан-Франциско сократился с 22,5 тыс. км до 9,5 тыс. км. В 2009—2016 гг. канал был модернизирован и стал пропускать нефтяные танкеры водоизмещением более 130 тыс. тонн.
Канал пропускает через себя суда самых разных типов — от частных яхт до огромных танкеров и контейнеровозов. Максимальный размер судна, которое может пройти по Панамскому каналу, стал фактически стандартом в судостроении, получив название Панамакс. После ввода в 2016 году дополнительных новых более объёмных шлюзов появился дополнительный стандарт «Новый Панамакс» на более крупные суда. Если размер судна всё же превосходит «Новый Панамакс», то при следовании между океанами они как и прежде огибают Южную Америку вокруг мыса Горн. Например, крупнейший в мире супертанкер «Knock Nevis» из-за своих исполинских размеров и большой осадки, не мог ходить ни Панамским, ни Суэцким каналом, ни даже проливом Ла-Манш.
Проводка судов через Панамский канал осуществляется лоцманской службой Панамского канала. Среднее время прохода судна по каналу — 9 часов, минимальное — 4 часа 10 минут. Максимальная пропускная способность — 48 судов в сутки. Ежегодно через сооружения канала проходят около 14 тыс. судов, несущих около 280 млн т груза (5 % мировых океанских грузоперевозок). Канал перегружен, поэтому очередь прохода по нему продаётся на аукционах. Суммарная плата за проход судна по каналу может достигать 400 000 долларов. К 2002 году услугами канала воспользовалось уже более 800 тыс. судов.

## История
Первоначальный замысел строительства канала, соединяющего два океана, относится к XVI веку, но король Испании Филипп II из религиозных соображений наложил запрет на рассмотрение подобных проектов, посчитав: «что Бог соединил, человек разъединить не может». В 1790-е гг. проект канала был разработан Алессандро Маласпиной, его команда даже обследовала трассу строительства канала.
В связи с ростом международной торговли интерес к каналу ожил к началу XIX века; в 1814 году Испания приняла закон об устройстве межокеанского канала; в 1825 году аналогичное решение принимает конгресс центрально-американских государств. Открытие месторождений золота в Калифорнии вызвало в США повышенный интерес к проблеме канала, и в 1848 году США по договору Хейса получили в Никарагуа монопольное право на постройку всех видов межокеанских путей сообщения. Великобритания, чьи владения соприкасались с Никарагуа, поспешила обуздать экспансию США, заключив с ними 18 апреля 1850 года Договор Клейтона — Булвера о совместной гарантии нейтралитета и безопасности будущего межокеанского канала. В течение всего XIX века рассматривались два основных варианта направления канала: через Никарагуа (см. Никарагуанский канал) и через Панаму.
Тем не менее первая попытка строительства судоходного пути на Панамском перешейке датируется лишь 1879 годом. Инициатива в разработке Панамского варианта была перехвачена французами. В то время внимание США привлекал, главным образом, никарагуанский вариант. В 1879 году в Париже под председательством руководителя постройки Суэцкого канала Фердинанда Лессепса была создана «Всеобщая компания межокеанского канала», акции которой приобрело более 800 тысяч человек, компания выкупила у инженера Уайза за 10 млн франков концессию на постройку Панамского канала, полученную им у правительства Колумбии в 1878 году. Международный конгресс, созванный перед сформированием компании Панамского канала, высказался за канал на уровне моря; стоимость работ намечалась в 658 млн франков и объём земляных работ предусматривался в 157 млн куб. ярдов. В 1887 году пришлось отказаться от идеи бесшлюзового канала, чтобы сократить объём работ, так как средства компании (1,5 млрд франков) были растрачены, главным образом, на подкуп газет и членов парламента; лишь треть была израсходована на производство работ. В результате 14 декабря 1888 года компания прекратила платежи, и вскоре работы были остановлены.
К 1888 году на строительство канала было истрачено 300 млн долларов (почти в 2 раза больше, чем предполагалось), а выполнена была только треть работ. Причиной стал и неправильный проект (канал на уровне моря), и низкое качество руководства организацией работ, и недооценка его стоимости, а также невозможность справиться с болезнями — малярией и жёлтой лихорадкой — косившими работников. Есть сведения, что от этих болезней погибли по меньшей мере 20 тыс. человек. Стройка приобрела дурную славу, в газетах того времени писали, что некоторые группы рабочих привозили с собой из Франции собственные гробы.
В 1889 году компанию решено было распустить, и вокруг её деятельности возник знаменитый скандал во Франции в 1892—1893 гг. Дело было передано суду. В процессе расследования, начатого в результате финансового краха компании, обнаружилась грандиозная система подкупа парламентариев, членов правительства и прессы. Скомпрометированными оказались многие члены парламента и ряд руководящих деятелей из среды стоявших у власти умеренных республиканцев, как Фрейсине, Рувье, а также радикалов (Флоке и др.). Материалы расследования показали, что влиятельные политические деятели за крупные взятки давали разрешение на противозаконные действия явно шедшей к краху компании, что привело к разорению сотен тысяч мелких вкладчиков — владельцев акций. Ряд замешанных в Панамском скандале политических деятелей были преданы суду, но отделались чрезвычайно лёгкими наказаниями или были вовсе освобождены от них. Однако царившее в стране возмущение сказалось на результатах парламентских выборов 1893 года, когда левая оппозиция выиграла около 80 голосов. В результате банкротства проекта Лессепс, а также знаменитый создатель Эйфелевой башни Александр Гюстав Эйфель, были обвинены в крупномасштабном мошенничестве, бездарном управлении компанией и неправильном расходовании средств и приговорены к различным срокам тюремного заключения и штрафам. Фердинанд Лессепс не пережил стресса и скончался.
Панамский скандал явился ярким свидетельством разложения политических и бизнес-элит Третьей Французской республики и вскрыл масштаб коррупции среди прессы. «Панама» с тех пор стала нарицательным именем крупного мошенничества с подкупом должностных лиц. Назначенный от суда ликвидатор компании Панамского канала создал в 1894 году новую компанию Панамского канала, с самого начала, из-за финансовых затруднений и дурной репутации проекта, обречённую на прозябание.
Испано-американская война 1898 года усилила намерение США построить канал на Панамском перешейке в целях усиления влияния в Западном полушарии. В 1899 году в США была создана комиссия по постройке канала через перешеек, и сенат ассигновал 115 млн долларов на осуществление никарагуанского варианта. Одновременно США стали добиваться от Британии отказа от претензий на совместное управление каналом и начали для этого переговоры о пересмотре Клейтон-Бульверского договора, воспользовавшись затруднительным положением Великобритании во время Англо-бурской войны (1899—1902). В 1901 году Соединённые Штаты заключили с Великобританией договор Хея — Паунсфота, согласно которому Штаты получили исключительное право на сооружение канала без участия Великобритании.
Объявление канала нейтральным и гарантия свободного прохода через канал военных и торговых судов всех наций как в мирное, так и в военное время уничтожалось американской оговоркой, что эти постановления не будут распространяться на те меры, которые США сочтут необходимым принять для защиты Панамы и поддержания порядка в зоне канала. Фактически в случае войны с участием США, другая сторона лишалась возможности использовать канал на равных началах. Ратификация Хей-Паунсефотского договора устранила помеху со стороны Англии. На очередь встал вопрос о перекупке у французской компании концессии на сооружение Панамского канала. С целью запугать французскую компанию, владевшую концессией, перспективой постройки конкурирующего канала и сбить цену, комиссия конгресса США высказалась сначала за никарагуанское направление, и в конгрессе 9 января 1902 года был принят соответствующий билль Хепберна. Под впечатлением этого французы согласились в июне 1902 года продать концессию, выполненные работы и значительное оборудование за 40 млн долларов; после этого американцы отменили билль Хепберна и решили вопрос в пользу Панамского канала.
28 июня 1902 года Конгресс США принял закон, обязывающий президента США приобрести имущество компании по строительству канала, акции железной дороги Панамской компании и полоску земли у Колумбии шириной 10 миль для сооружения, поддержания и управления каналом с правом юрисдикции на упомянутой территории. 22 января 1903 года посол Колумбии Томас Эрран и госсекретарь США Джон Хей подписали договор, по которому Колумбия отдавала в аренду Соединённым Штатам сроком на 100 лет полоску земли для сооружения Панамского канала. За санкцию правительства Колумбии, которой принадлежала территория Панамы, на передачу концессии США соглашались уплатить единовременно 10 млн долларов и затем по истечении 9 лет — ежегодно по 250 тысяч долларов при сохранении суверенитета Колумбии над зоной Панамского канала. Условия эти и были оформлены в договоре Хэя-Эррана, но колумбийский сенат 12 августа 1903 года отказался его ратифицировать, поскольку концессионный договор с французской компанией истекал в 1904 году, а по условиям его, если канал к тому времени не начнёт функционировать, а это было несомненно, — то все возведённые компанией сооружения переходили безвозмездно к Колумбии. Единственный выход заинтересованные лица во Франции и США видели теперь в том, чтобы штат Панама отделился от Колумбии и в качестве самостоятельного государства оформил юридически передачу концессии США. Француз Бюно-Варийя организовал и возглавил сепаратистское движение и, при прямом вмешательстве военного флота США, осуществил отделение Панамы 4 ноября 1903 года; 18 ноября от имени «Независимой Панамской республики» он подписал с США договор по образцу договора Хэя-Эррана. Конфликт США с Колумбией был улажен лишь в 1921 году.
По Договору 1903 года Соединённые Штаты получали в вечное владение «зону земли и земли под водой для сооружения, поддержания, эксплуатации, установления санитарного порядка и защиты упомянутого канала», что предусматривалось статьёй 2 Договора. Статья 3 давала США все права, как если бы они были сувереном территории. Кроме того США становились гарантом независимости Республики Панама и получали права поддерживать порядок в городах Панама и Колон в случае, если Республика Панама, по мнению США, оказалась бы неспособной самостоятельно поддерживать порядок. Экономическая сторона Договора повторяла Договор Хэя-Эррана, не ратифицированный Колумбией. От имени Панамы договор подписал французский гражданин Филипп Бюно-Варийя за 2 часа до прибытия в Вашингтон официальной делегации Панамы.
Строительство началось под эгидой Министерства обороны США, а Панама фактически стала протекторатом США.
В 1900 году в Гаване Уолтером Ридом и Джеймсом Керролом было экспериментально доказано, что жёлтая лихорадка передаётся через укус комара, и был успешно применён метод снижения опасности жёлтой лихорадки путём уничтожения комариных личинок в местах их обитания. Помня о неудаче первой попытки прорыть канал, американцы направили в поход на комаров Aedes aegypti и малярийных комаров — переносчиков жёлтой лихорадки и малярии, соответственно, — большую экспедицию, возглавляемую Уильямом Кроуфордом Горгасом — 1500 человек. О масштабах их деятельности красноречиво говорят опубликованные данные: требовалось вырубить и сжечь 30 квадратных километров кустарников и мелких деревьев, выкосить и сжечь траву на такой же площади, осушить 80 га болот, вырыть 76 км водоотводных канав и восстановить 600 км старых рвов, разбрызгать 150 тысяч галлонов (570 тыс. литров) масел, уничтожающих комариные личинки в очагах размножения. Как и незадолго до этого в Гаване, это принесло свои плоды: распространённость жёлтой лихорадки и малярии сократилась настолько, что болезни перестали быть препятствующим фактором.
К сооружению канала военное министерство США приступило в 1904 году. Главным инженером канала стал Джон Фрэнк Стивенс. На этот раз был выбран правильный проект: шлюзы и озёра. На строительство потребовалось 10 лет, $400 млн и 70 тысяч рабочих, из которых, по американским данным, около 5600 человек погибло. Утром 10 октября 1913 года президент США Томас Вудро Вильсон в присутствии многочисленных высокопоставленных гостей, собравшихся в Белом доме, направился к специальному столику и величественным жестом нажал на золочёную кнопку. И в то же мгновение мощный взрыв сотряс влажный тропический воздух в четырёх тысячах километрах от Вашингтона, на Панамском перешейке. Двадцать тысяч килограммов динамита разрушили у города Гамбоа последнюю преграду, разделявшую воды Атлантического и Тихого океанов. Кабель длиной в четыре тысячи километров, соединявший динамит в глубине перемычки у Гамбоа с Белым домом, послушно выполнил волю президента.
Первое судно (океанский пароход SS Ancon) по нитке канала прошло 15 августа 1914 года, но большой оползень в октябре помешал открыть движение в том же 1914. Для укрепления обороны на подступах к каналу США приобрели расположенные поблизости острова: от Панамы были получены тихоокеанские острова — Маргариты, Перке, Наос, Кулебра и Фламенко; у Дании были куплены в 1917 за 25 млн долларов острова Сент-Джон, Санта-Крус и Сент-Томас; у Никарагуа в 1928 — Кукурузные (Корн) острова и у Колумбии — острова Ронкадор и Китасуеньо. Лишь 12 июля 1920 года президент Вильсон объявил об «официальном и формальном открытии».
В августе 1945 года Япония планировала осуществить бомбардировку канала, которая не состоялась из-за капитуляции самой Японии.
7 сентября 1977 года в Вашингтоне лидер Панамы О. Торрихос и президент США Д. Картер подписали договор о передаче панамскому правительству контроля над каналом с 2000 года. 23 октября 1977 года соглашение было ратифицировано парламентом Панамы, а 18 апреля 1978 года — сенатом США.
Панамский канал контролировался США вплоть до 31 декабря 1999 года, после чего был передан правительству Панамы.

## Конфигурация канала
Со стороны Атлантического океана (северо-западный конец) трёхкамерный шлюз «Gatun» соединяет Лимонскую бухту с озером Гатун. Со стороны Тихого океана (юго-восточный конец) двухкамерный шлюз «Miraflores» и однокамерный шлюз «Pedro Miguel» соединяют Панамскую бухту с руслом канала. Разница между уровнем Мирового океана и уровнем Панамского канала составляет 25,9 метра. Дополнительное водоснабжение обеспечивается ещё одним водохранилищем — Алахуэла.
Все шлюзы канала парные, что обеспечивает возможность одновременного встречного движения судов по каналу. На практике, тем не менее, обычно обе нитки шлюзов работают на пропуск судов в одном направлении. Размеры шлюзовых камер: ширина 33,53 м, длина 304,8 м, минимальная глубина 12,55 м. Каждая камера вмещает 101 тыс. м³ воды. Проводка крупных судов через шлюзы обеспечивается специальными небольшими железнодорожными локомотивами на электрической тяге, называемыми мулами (в честь мулов, ранее служивших основной тягловой силой для перемещения барок по рекам).
Администрацией канала установлены следующие проходные размеры для судов: длина — 294,1 м, ширина — 32,3 м, осадка — 12 м в пресной тропической воде, высота — 57,91 м (размер от ватерлинии до самой высокой точки судна). В исключительных случаях судам может быть предоставлено разрешение для прохода при высоте 62,5 м, при условии, что проход будет осуществлён с сильной осадкой.
На своём протяжении канал пересекается тремя мостами. Вдоль канала между городами Панама и Колон проложена автомобильная и железная дороги.

### Расширение канала
23 октября 2006 года в Панаме были подведены итоги референдума о расширении Панамского канала, которое поддержали 79 % населения. Принятию этого плана способствовали китайские бизнес-структуры, управляющие каналом.
Начало работ по строительству третьей группы шлюзов было запланировано на 25 августа 2009 года. Администрация Панамского канала поручила эту работу консорциуму GUPC (Grupo Unidos por el Canal), который 15 июля 2008 года выиграл тендер на строительство, предложив осуществить необходимые работы за 3 миллиарда 118 миллионов долларов и закончить строительство к середине 2014 года. Основным членом этого консорциума является испанская фирма Sacyr Vallehermoso.
В ходе реконструкции были проведены дноуглубительные работы и построены новые, более широкие шлюзы: шлюз «Agua Clara» параллельно шлюзу «Gatun», и шлюз «Cocolí» параллельно шлюзам «Miraflores» и «Pedro Miguel».
В апреле 2015 года в рамках реконструкции и расширения Панамского канала были установлены последние шлюзовые ворота. В администрации канала это событие назвали историческим, отметив, что новые шлюзы начнут принимать суда во втором квартале 2016 года. 26 июня 2016 года по обновлённому и расширенному каналу прошло первое судно, которым стал китайский контейнеровоз.
В результате к 2016 году через Панамский канал смогли проходить супертанкеры водоизмещением более 130 тыс. тонн (до 170 тыс. тонн), что существенно сократило время доставки венесуэльской нефти в Китай (как раз к этому времени Венесуэла обещала увеличить поставки нефти в Китай до 1 млн баррелей в сутки). Максимальная пропускная способность канала возросла до 18,8 тыс. судов в год, грузооборот — до 600 млн PCUMS.
Реконструкция обошлась в 5,25 млрд долл. Благодаря ей к 2017 году бюджет Панамы будет ежегодно получать $2,5 млрд доходов от канала, а к 2025 году доходы возрастут до 4,3 млрд долл.

## Платежи за проход по каналу
Сборы за проход по каналу официально взимаются Администрацией Панамского канала — государственным учреждением Панамы. Ставки сбора установлены в зависимости от типа судна.
Сумма сбора с контейнеровозов рассчитывается в зависимости от их вместимости, выраженной в двадцатифутовом эквиваленте (TEU). С 1 мая 2006 года ставка составляет 49 долларов США за один TEU.
Сумма платежа с прочих судов определяется в зависимости от их водоизмещения. На 2006 год ставка сбора составляла 2,96 доллара за одну тонну до 10 тыс. тонн, 2,90 доллара за каждую из последующих 10 тыс. тонн и 2,85 доллара за каждую последующую тонну.
Сумма сбора с малых судов рассчитывается исходя из их длины:
| Длина судна            | Ставка |
| ---------------------- | ------ |
| До 15,24 м             | 500 $  |
| От 15,24 м до 24,384 м | 750 $  |
| От 24,384 м до 30,48 м | 2000 $ |
| Свыше 30,48 м          | 2500 $ |

## Проблемы
В декабре 2010 года канал впервые за 95 лет был закрыт для проводки судов из-за непогоды и повышения уровня воды в результате непрекращающихся ливней.
В 2023 году из-за сильной засухи Панамский канал обмелел, и администрация ввела жесткие ограничения на судоходство.

## Альтернатива
В качестве альтернативной трассы для межокеанского канала рассматривалась территория Никарагуа. Первые предварительные планы Никарагуанского канала возникли ещё в XVII веке.
В июне 2013 года национальное собрание Никарагуа одобрило проект строительства нового канала, который станет конкурентом Панамскому каналу; стоимость проекта 40 млрд долларов. В 2014 году этот проект был утверждён. По состоянию на 2017 год проект заморожен в связи с отсутствием финансирования.